# NGC 4734
NGC 4734 ist eine 13,6 mag helle Spiralgalaxie vom Hubble-Typ Sc mit aktivem Galaxienkern im Sternbild der Jungfrau auf der Ekliptik. Sie ist schätzungsweise 332 Millionen Lichtjahre von der Milchstraße entfernt und hat einen Durchmesser von etwa 125.000 Lichtjahren. Vom Sonnensystem aus entfernt sich die Galaxie mit einer errechneten Radialgeschwindigkeit von näherungsweise 7.500 Kilometern pro Sekunde.
Im selben Himmelsareal befinden sich unter anderem die Galaxien PGC 43338, PGC 43518, PGC 1270152, PGC 1276523.
Das Objekt wurde am 7. April 1828 von John Herschel entdeckt.